# Антрим (район)
Район Антрим се намира в Северна Ирландия.
Има площ 577 км2 и население 52 600 души (2007).